# Liste der Monuments historiques in Bouafle
Die Liste der Monuments historiques in Bouafle führt die Monuments historiques in der französischen Gemeinde Bouafle auf.

## Liste der Objekte
| Bezeichnung | Beschreibung          | Standort                | Kennzeichnung | Schutzstatus | Datum | Bild |
| ----------- | --------------------- | ----------------------- | ------------- | ------------ | ----- | ---- |
| Glocke      | Bronze, 1739 gegossen | in der Kirche St-Martin | PM78000055    | Classé       | 1944  |      |